# Криста Палмер
Криста Палмер (енгл. Krysta Palmer; Карсон Сити, 13. јун 1992) елитна је америчка скакачица у воду и репрезентативка Сједињених Држава у овом спорту. Њена специјалност су скокови са даске са висине од 3 метра, како у појединачној тако и у конкуренцији синхронизованих парова. 
Палмерова се релативно касно почела бавити скоковима у воду, тек са 20 година, а пре тога тренирала је гимнастику. Са такмичењима је почела током 2015. године и углавном је учествовала на националним првенствима. Учествовала је и на америчким квалификацијама за ЛОИ 2016. у Рију али није успела да се избори за место у америчком олимијском тиму.
Највећи успех у каријери, а уједно и дебитантски наступ на међуанродној сцени, остварила је на светском првенству 2017. у Будимпешти где је у пару са Дејвидом Динсмором освојила бронзану медаљу у екипном такмичењу (са освојених 395,90 бодова). На истом такмичењу наступила је и у појединачним скоковима са даске 3м али је такмичење окончала на 37. месту у квалификацијама и није успела да се пласира у полуфинале. 